# Stazione di Francavilla al Mare
La stazione di Francavilla al Mare è una stazione ferroviaria, posta lungo la ferrovia Adriatica, a servizio del comune di Francavilla al Mare.

## Storia
La stazione venne inaugurata il 15 settembre 1863 con l'inaugurazione della tratta Pescara-Ortona.
La stazione si trovava nella piana lungo la strada statale Adriatica e il viale Nettuno, quartiere marino sviluppatosi per il turismo altoborghese proprio negli anni '80 dell'Ottocento, quando fu inaugurato il kursaal della Sirena in piazza Sirena. Durante la seconda guerra mondiale il fabbricato vecchio della ferrovia fu fatto saltare in aria dai tedeschi, che avevano reso inutilizzabile anche il tracciato ferroviario.
Nell'immediato dopoguerra (anni 1947-49) la nuova stazione fu ricostruita e la ferrovia ripristinata, e nei primi anni 2000 l'ingresso alla biglietteria dal lato Piazza Modesto della Porta è stato riqualificato. Dal piazzale della stazione dal 1956 parte la sfilata del Carnevale d'Abruzzo per raggiungere piazza Sirena.

## Strutture e impianti
La stazione si affaccia su Piazza Modesto della Porta, non molto distante dalla centrale piazza Sirena, e si trova in linea con il viale Nettuno e la via Nazionale Adriatica. Possiede 4 binari,e non ha un deposito, essendo solo una normale stazione di fermata lungo la tratta Pescara-Ortona, che possiedono il deposito merci e vagoni. Per facilitare il passaggio dalla strada Nazionale Adriatica (SS16) alle strade principali della marina di Francavilla: via Nettuno, via Alcyone, via D'Annunzio, già negli anni 1960 sono stati realizzati dei sottopassaggi ferroviari.
La stazione ha 4 binari.

## Movimento
La stazione è servita dai treni regionali gestiti da Trasporto Unico Abruzzese e da Trenitalia nell'ambito del contratto di servizio stipulato con la regione Abruzzo.

## Servizi
- Biglietteria self-service

## Interscambi
- Fermata autobus